# 偰文質
偰文质（?—?），元朝官员，畏兀儿人。岳璘贴木儿的孙子，合剌普华的儿子。
偰文质十岁时，割股肉来治母亲的病，元仁宗延祐初年，历任广德路总管、潭州路总管、赣州路总管，擢升为同知宣慰司事、副都元帅。瑶族百姓反元，他用计策诱杀其酋长龙半天等人。余众全部归降。转任吉安路达鲁花赤，致仕，去世。
偰文质五子：偰直坚、偰哲笃、偰朝立（偰朝吾）、偰列篪（偰列吾）、偰玉立，都高中进士。时人称他的乡里为五桂坊。偰文质弟弟越伦质的儿子善著，偰哲笃之子偰逊，善著之子偰正宗、阿儿思兰，相继中进士。
- 偰直坚，官至宿松县达鲁花赤。
- 偰哲笃，官至吏部尚书，丞相脱脱听从他的建议改钞法。官至江西行省右丞。
- 偰朝立，官至翰林待制，至正年间官至泉州达鲁花赤。

## 延伸阅读
[在维基数据编辑]
 《新元史/卷136》，出自柯劭忞《新元史》